# Zjednoczony Kościół Metodystyczny
Zjednoczony Kościół Metodystyczny (UMC) – metodystyczny Kościół, z głównego nurtu protestantyzmu (Mainline Protestant). Powstał w 1968, w Dallas, wyniku unii Kościoła Metodystycznego i Zjednoczonego Kościoła Ewangeliczno-Braterskiego. UMC ma swoje początki w naukach Johna i Charlesa Wesley'ów, w Kościele Anglii.
W Stanach Zjednoczonych jest drugą co do wielkości denominacją protestancką po Południowej Konwencji Baptystycznej i trzecią chrześcijańską. W 2016 roku UMC przekroczył liczbę 12,5 mln członków, w tym 55,9% w USA, 32% w Afryce, 6% na Filipinach i 4,6% w Europie. Kościół jest członkiem Światowej Rady Kościołów i Światowej Rady Metodystycznej.
Według Pew Research Center 3,6% populacji USA, czyli 9 mln dorosłych wyznawców, utożsamia się ze Zjednoczonym Kościołem Metodystycznym, co daje znacznie większą liczbę zwolenników niż zarejestrowane członkostwo.
W skład Zjednoczonego Kościoła Metodystycznego w Europie wchodzą dwie konferencje: Europy Północnej i Eurazji oraz Europy Środkowej i Południowej. Konferencja Europy Północnej i Eurazji dzieli się na dwie części: Europy Północnej (Finlandia, Norwegia, Szwecja i Dania oraz kraje bałtyckie: Estonia, Litwa i Łotwa), oraz Euroazjatycką (Rosja, Ukraina, Mołdawia, Kazachstan i Kirgistan). Na czele Konferencji Europy Środkowej i Południowej stoi bp Patrick Streiff. Konferencja ta liczy około 33,5 tys. członków i sympatyków, a w jej skład wchodzi 16 krajów: Albania, Algieria, Austria, Bułgaria, Czarnogóra, Czechy, Chorwacja, Francja, Węgry, Macedonia, Polska, Rumunia, Serbia, Słowacja, Szwajcaria i Tunezja.

## Rozłam
Pod koniec lutego 2019 nadzwyczajna Konferencja Generalna Zjednoczonego Kościoła Metodystycznego zorganizowana w St. Luis zadecydowała o zaostrzeniu polityki UMC wobec środowiska LGBT w Kościele. O wyniku głosowania zadecydowały głosy delegatów z Afryki i Europy. Przyjęcie konserwatywnego rozwiązania pozwoliło lokalnym konferencjom na wdrożenie procesów dyscyplinarnych wobec swoich duchownych.
Jednak spora część światowego ruchu metodystycznego nie pogodziła się z decyzją konwencji. Doprowadziło to do kilkumiesięcznych negocjacji w trakcie których wypracowano „kompromis rozwodowy”. Efektem kompromisu miało być pokojowe rozejście się w zgodzie i podział majątku kościelnego. Opracowano „Protokół Pojednania i Łaski poprzez Podział” (ang. A Protocol of Reconciliation and Grace Through Separation), który miał zostać poddany pod głosowanie w maju 2020 roku na Konwencji w Minneapolis. Ze względu na pandemię koronawirusa konwencja rozwodowa z udziałem 862 delegatów z całego świata została czasowo odwleczona.
Do końca 2024 roku ponad 7600 kościołów odłączyło się od Zjednoczonego Kościoła Metodystycznego. Około 3700 z nich dołączyło do nowego Globalnego Kościoła Metodystycznego.